# Розривна течія (фільм)
Розривна течія (англ. Riptide) — американська мелодрама режисера Едмунда Гулдінга 1934 року.

## У ролях
- Норма Ширер — Мері
- Роберт Монтгомері — Томмі
- Герберт Маршалл — лорд Рексфорд
- Патрік Кемпбелл — тітка Хетті
- Річард "Скітс" Галлахер — Ерскін
- Ральф Форбс — Фенвік
- Ліліан Тешман — Сільвія
- Артур Джарретт — Персі
- Ерл Оксфорд — Фредді
- Хелен Джером Едді — Келест
- Джордж К. Артур — Берті
- Мерилін Спіннер — Памела
- Філліс Когхлан — медсестра
- Говард Чалдекотт — Ренсом
- Хелліуелл Хоббс — Боллард